# José Olallo Valdés
José Olallo Valdés, OH (12. února 1820, Havana – 7. března 1889, Camagüey) byl kubánský římskokatolický řeholník Hospitálského řádu svatého Jana z Boha. Katolická církev jej uctívá jako blahoslaveného.

## Život
Nalezen byl v sirotčinci Saint Joseph v Havaně dne 13. března 1820 jako opuštěné dítě. Byl ponechán v malém balíku pouze s cedulkou s datem narození 12. února 1820 a s informací, že není pokřtěn. Pokřtěn pak byl 15. března téhož roku. Byl zde vychováván do roku 1827, kdy byl přesunut do sirotčince Benefencia v témže městě.
Roku 1834 požádal o přijetí do Hospitálského řádu svatého Jana z Boha, jehož členové v Havaně spravovali nemocnici. Svůj noviciát dokončil v dubnu 1835 a byl poslán do nemocnice, spravované jeho řádem v Puerto Príncipe (dnešní Camagüey), kde působil jako ošetřovatel po zbytek svého života. Roku 1845 byl jmenován vrchním zdravotním bratrem nemocnice. Roku 1856 se stal převorem v jeho působišti. Odmítl kněžské svěcení, které mu bylo nabízeno, aby mohl dále působit jako zdravotník. Během epidemie cholery roku 1833 pečoval o nakažené.
Ve svém působení čelil překážkám během kubánské desetileté války (1868–1878), kdy poskytoval péči vojákům na obou stranách konfliktu a pokračoval ve službě nejpotřebnějším z řad civilního obyvatelstva. Po politickém potlačení řeholních komunit zůstal na Kubě po smrti posledního bratra roku 1876 jako jediný ze svého řádu.
Zemřel dne 7. března 1889 v Camagüey. Jeho ostatky jsou uchovávány v nemoci v Camagüey, ve které působil.

## Úcta
Jeho beatifikační proces započal dne 7. února 1990, čímž obdržel titul služebník Boží. Dne 16. prosince 2006 jej papež Benedikt XVI. podepsáním dekretu o jeho hrdinských ctnostech prohlásil za ctihodného. Dne 15. března 2008 byl uznán zázrak na jeho přímluvu, potřebný pro jeho blahořečení.
Blahořečen pak byl dne 29. listopadu 2008 na Plaza de La Caridad v Camagüey. Obřadu předsedal jménem papeže Benedikta XVI. kardinál José Saraiva Martins, za účasti prezidenta Raúla Castra, dalších církevních hodnostářů a řady poutníků.
Jeho památka je připomínána 7. března. Bývá zobrazován v řeholním oděvu.